# بروس فارنیس
بروس فارنیس (به انگلیسی: Bruce Furniss) (زادهٔ ۲۷ مهٔ ۱۹۵۷) شناگر اهل ایالات متحده آمریکا است.